# Alfonso Maria Fusco
Alfonso Maria Fusco (Angri, 23 marzo 1839 – Angri, 6 febbraio 1910) è stato un presbitero italiano, fondatore della congregazione delle Suore di San Giovanni Battista. Beatificato nel 2001 da papa Giovanni Paolo II, è stato canonizzato nel 2016 da papa Francesco.

## Biografia

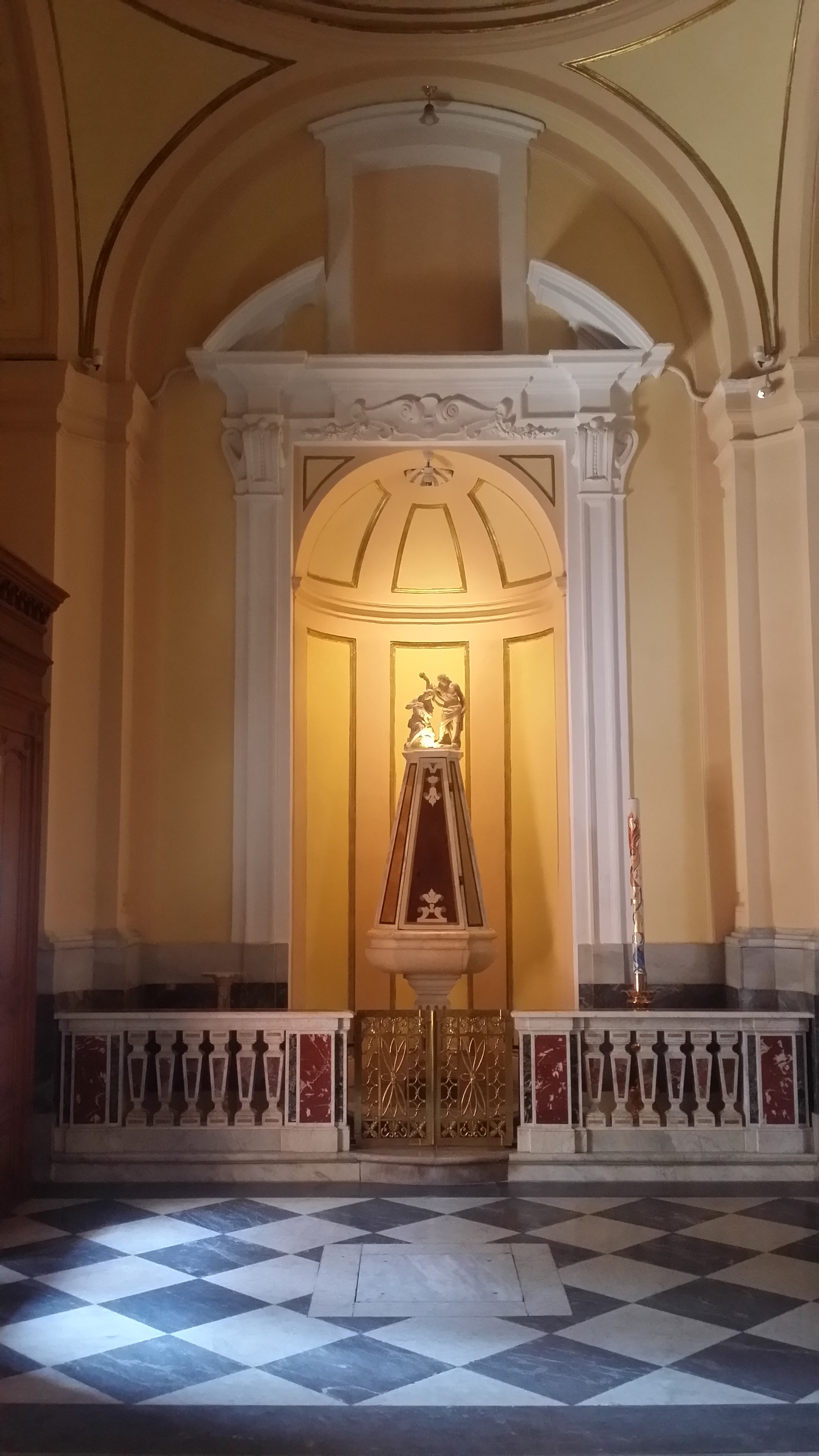
Antica fonte battesimale, situata nella collegiata di San Giovanni Battista di Angri, dove fu battezzato sant'Alfonso Maria Fusco.

### I primi anni
Alfonso Maria Fusco, primogenito di cinque figli, nacque ad Angri, in provincia di Salerno, da una famiglia agiata ma popolana, di radicata tradizione cattolica. I genitori, Aniello e Giuseppina Schiavone, desideravano tanto un figlio e dopo 4 anni di matrimonio non avevano ancora avuto la gioia di una gravidanza. Decisero di recarsi a Pagani per chiedere l’intercessione di Alfonso Maria dei Liguori. Dopo aver chiesto la grazia, nacque il loro primo figlio e, proprio in onore del vescovo napoletano al quale avevano rivolto le loro preghiere, fu messo al loro primogenito il nome Alfonso, e venne battezzato nello stesso giorno nella collegiata di San Giovanni Battista di Angri. A soli sette anni ricevette la prima comunione. I coniugi Fusco affidarono Alfonso a sacerdoti dotati di buona cultura, i quali gli avrebbero anche garantito un'educazione cristiana.
I canonici che si presero cura dell’educazione di Alfonso furono, tra i tanti, Angelo Desiderio e Domenico Falcone, i sacerdoti Luigi Scarcella e Pasquale Raiola e soprattutto il canonico Gaetano De Angelis, che battezzò Alfonso e gli fu padrino alla cresima, amministratagli il 12 giugno 1846 dal vescovo di Nocera, Mons. Agnello D’Auria. Alfonso aveva un carattere mite ed era molto sensibile ai poveri e alla preghiera. Manifestò ai genitori la sua vocazione al presbiterato all'età di undici anni.

Il 5 novembre 1850 entrò nel seminario vescovile di Nocera dei Pagani.

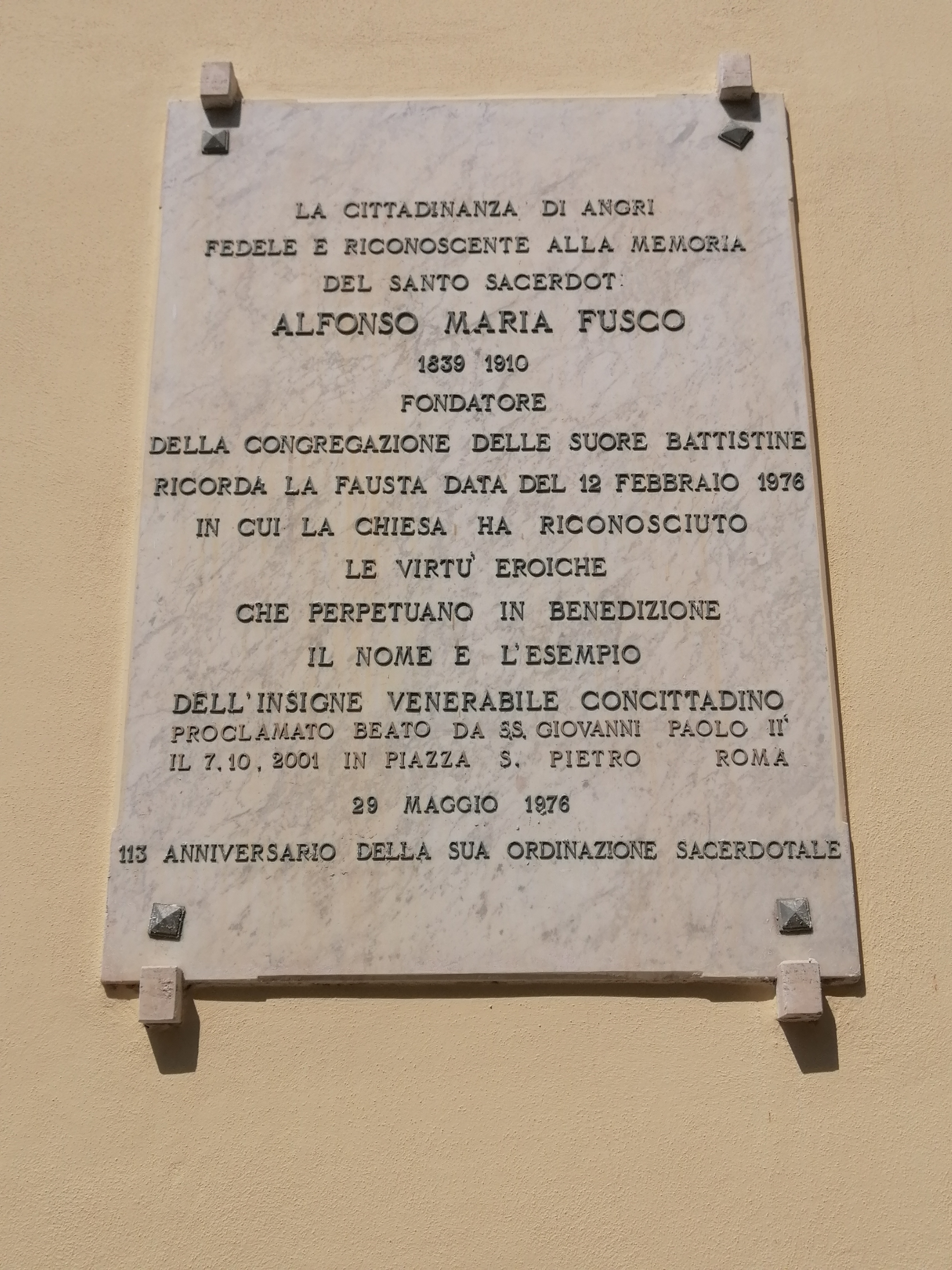
Lapide in pietra posta su una parete interna del castello Doria di Angri celebrante l'anniversario del riconoscimento delle virtù eroiche di sant’Alfonso Maria Fusco

### Gli ordini sacri
Nel dicembre del 1855, Alfonso presentò al vescovo la domanda per ricevere i primi ordini sacri. Nello stesso mese, precisamente il 22 dicembre, fu protagonista del rito della tonsura, che segnava il passaggio da laico a chierico. Nel maggio dell’anno seguente fu promosso all’ostiariato e al lettorato; solo nove mesi più tardi, nel dicembre 1856, fu promosso all’esorcistato e nel giugno del 1857 all’accolitato. Aveva ricevuto, quindi, tutti gli Ordini minori.

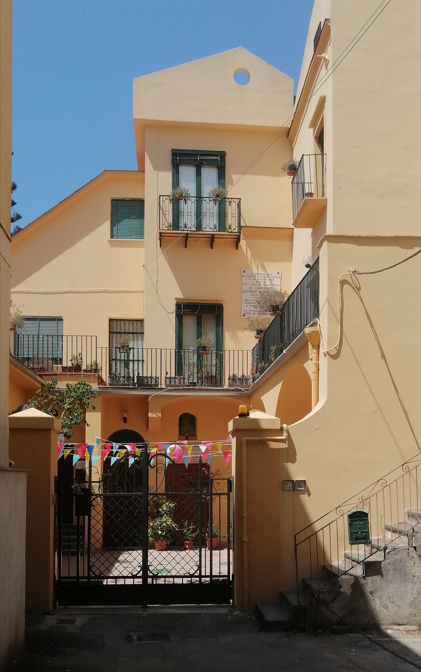
Ex casa natia di Sant’Alfonso Maria Fusco, sita nel cortile Vaccaro, nella strada omologa, ad Angri.

A partire dal 1860, dopo altri tre anni di studio, gli vennero conferiti gli Ordini maggiori: il suddiaconato e il diaconato. Infine, fu ordinato sacerdote dopo tredici anni di seminario il 29 maggio 1863 dall’arcivescovo di Salerno Mons. Antonio Salomone nel suo oratorio di Avellino.
Don Fusco si dedicò all'educazione dei fanciulli con scarsa cultura, i quali erano condannati all'analfabetismo e alla strada, organizzando in casa propria una sorta di scuola elementare. In seguito riuscì a ottenere in uso una chiesetta, dove diede vita al piccolo oratorio "dell'Angelo". L'iniziativa ebbe però vita assai breve: la gente del posto, infastidita dagli schiamazzi dei giochi dei fanciulli, ne ottenne la chiusura.
Nei primi quattro anni di sacerdozio don Fusco prestò il suo ministero presso la collegiata di San Giovanni Battista in Angri con mansioni di vario tipo. Nel tempo libero, percorreva la diocesi per le missioni rurali con i missionari di San Vincenzo de' Paoli, impegno che protrarrà, con qualche intervallo, sino al 1887.
Durante la grave epidemia di colera che colpì Angri nel 1869 si prodigò nell'assistenza ai malati, sino a rimanere contagiato e a rischiare seriamente la vita.
Nel 1868 fu nominato sacrista della collegiata e l’anno seguente entrò nella Congregazione dei sacerdoti Missionari Nocerini, che seguì in varie missioni rurali con notevole frutto spirituale per quanti avevano la possibilità di ascoltarlo e di avvicinarlo.
Nel 1873 fu promosso mansionario, cioè cantore del capitolo dei sacerdoti della stessa chiesa: ufficio che ritenne fino al 1897, quando diventò canonico.

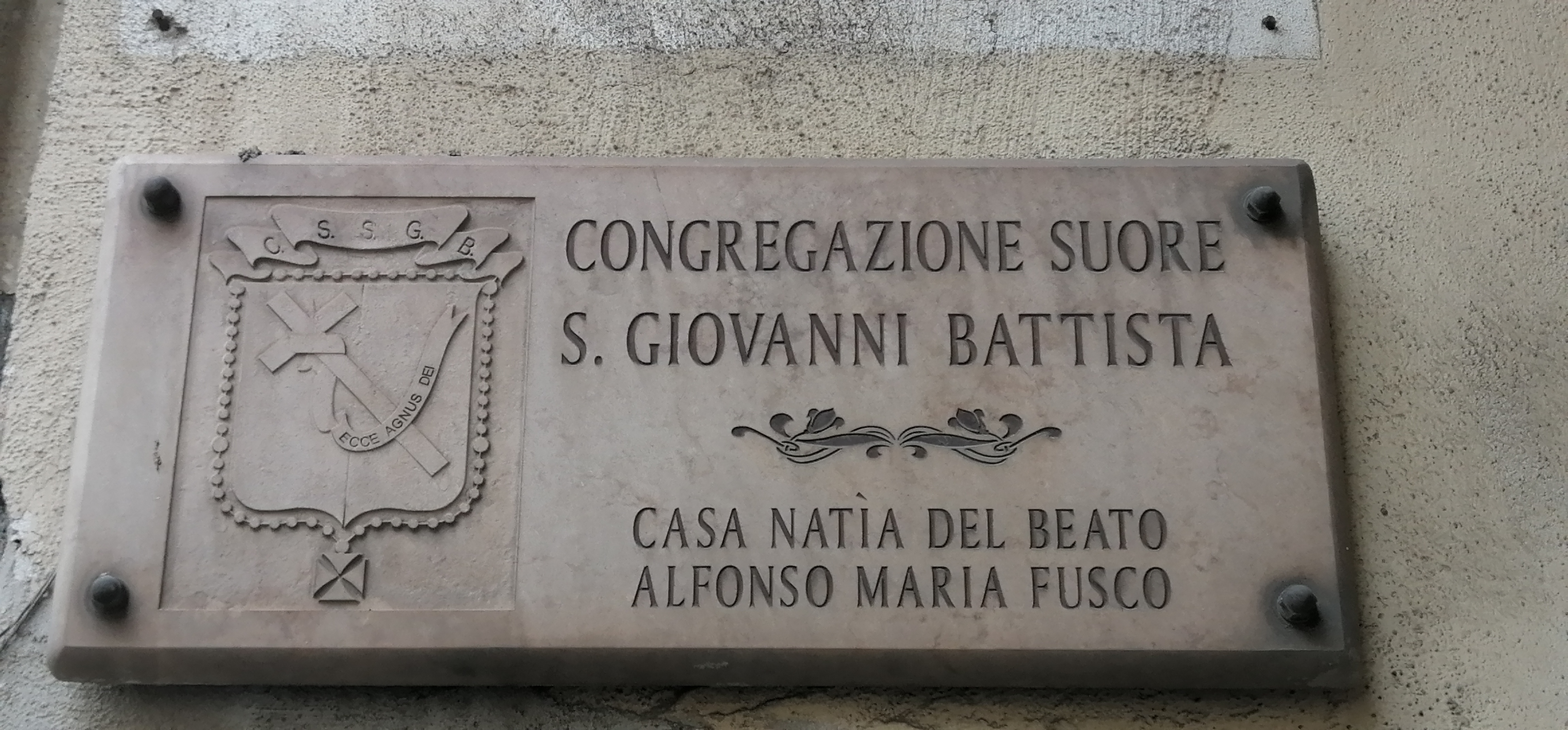
Lapide in pietra indicante la casa natia del beato ora attualmente Sant’Alfonso Maria Fusco, sita nella strada omologa, Via Canonico Fusco, ad Angri.

### La fondazione dell'ordine delle suore battistine della casa madre ad Angri
Fin dagli anni del seminario, ispirato pare in sogno da Gesù, desiderava fondare sia un convento per le suore sia un orfanotrofio maschile e femminile per accudire i giovani. Grazie all'incontro con la nobildonna Maddalena Caputo, una giovane di Angri che aspirava alla vita religiosa, e di altre quattro giovani, fondò il 26 settembre 1878 l'Ordine delle Suore Battistine del Nazareno, che in seguito avrebbe preso il nome di suore di San Giovanni Battista. Lo scopo della congregazione era quello di provvedere all'educazione e all’istruzione delle bambine orfane e bisognose. L’istituto allargò rapidamente i suoi spazi ed orizzonti sia in Italia che all’estero, pur tra difficoltà e avversità.
Alla fine del 1887 l'istituto contava sette case, cinquanta suore e più di cento postulanti.
Il 2 agosto del 1888 l'istituto venne approvato dal vescovo di Nocera Luigi del Forno, e Maddalena Caputo ne fu la prima superiora.
Il 29 settembre 1889 don Alfonso inaugurò un orfanotrofio e istituto educativo maschile denominato "Opera degli Artigianelli", presto trasformato in scuola artigiana, affiancata da una scuola serale e oratorio festivo per adulti e da un'attiva tipografia di stampa cattolica. Le preoccupazioni per le spese dell'istituto maschile e le invidie costrinsero don Fusco a chiudere l'opera con la dimissione degli orfanelli. Non fu abbastanza per evitare nel 1890 la ribellione delle case femminili di Benevento e Roma. Questa riuscì in un primo tempo a trovare ascolto tra le autorità ecclesiastiche, ottenendo l'autonomia dalla casa madre e l'allontanamento di don Fusco dalla direzione dell'istituto.
Solo nel 1892, un anno prima di morire, la superiora generale e cofondatrice ricondusse la casa di Roma all'obbedienza e fece restituire a don Fusco il governo sulla sua opera, che egli mantenne sino alla morte. Dal 1904 una comunità di suore battistine si era stabilita ufficialmente negli Stati Uniti d'America.
Morì ad Angri il 6 febbraio 1910 per morte naturale. Le sue ultime parole, rivolte alle suore che lo assistevano, furono:

### La sepoltura

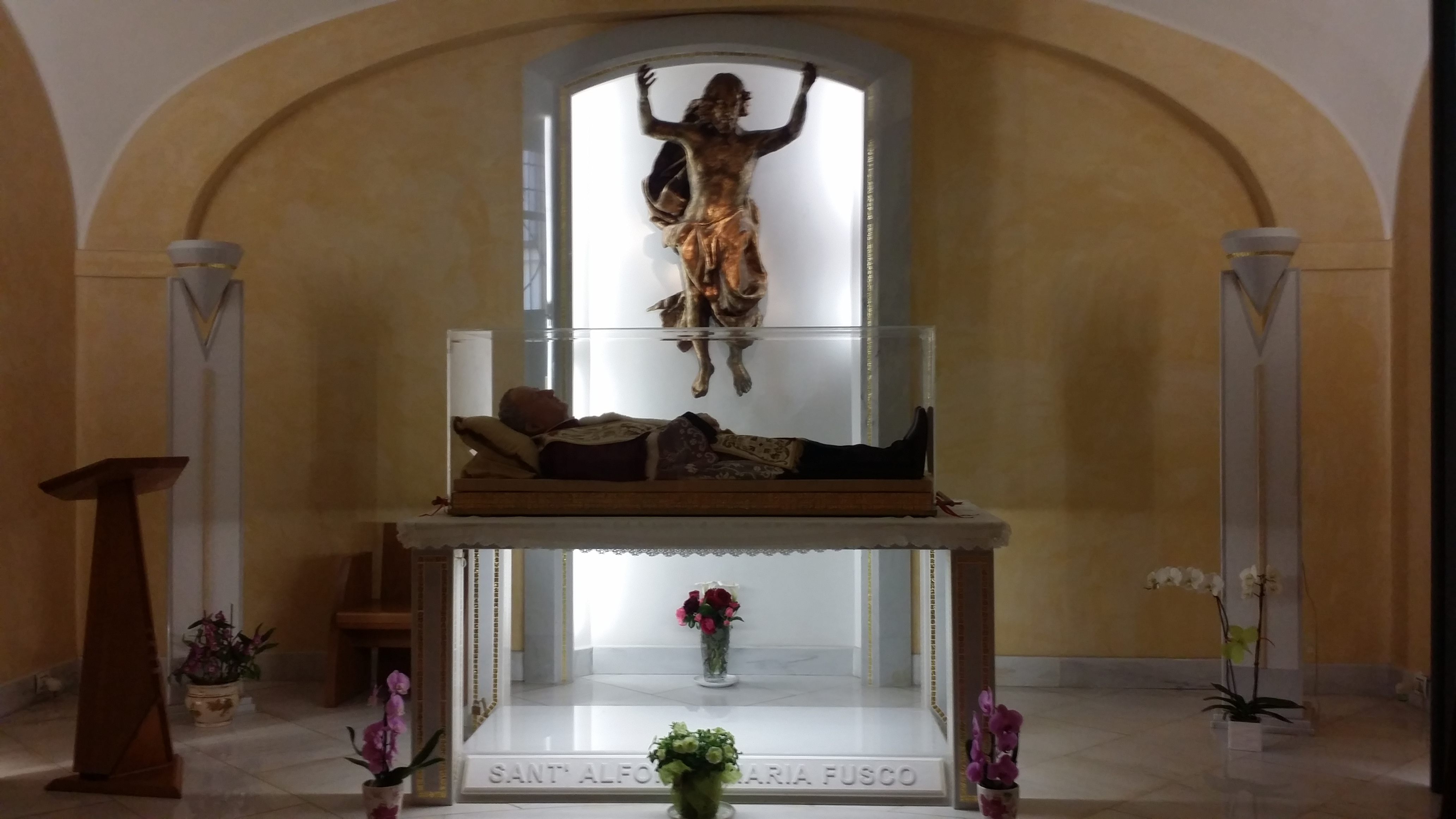
Urna contenente il corpo di Sant'Alfonso Maria Fusco, nel museo e della ex casa madre delle suore Battistine di Angri.

Venne seppellito nel cimitero di Angri, alcuni uccellini vi fecero il nido nella sua mano destra.
Il corpo del sacerdote venne poi traslato dal cimitero di Angri il 27 febbraio 1928, nell'attuale cappella privata del convento delle suore battistine e istituto madre ad Angri.

## Il processo di canonizzazione ed il culto

### Il processo di beatificazione
Il 27 luglio 1939 venne istruito il Processo informativo nell’allora Diocesi di Nocera de’ Pagani: esso si concluse il 22 novembre 1940. Dall’8 novembre 1952 al 19 luglio 1954, fu celebrato nella stessa Curia il Processo apostolico ed il 28 febbraio 1958 fu emessa la validità giuridica del processo.
Il 21 luglio 1970 si svolse il Congresso Peculiare dei Consultori teologi "super virtutibus" e successivamente venne celebrata la Sessione Ordinaria dei cardinali e vescovi il 7 ottobre 1975.
Il 12 febbraio 1976 papa Paolo VI promulgò il decreto sull’eroicità delle virtù di don Fusco, attribuendo al presbitero il titolo di "venerabile".
Dal 3 al 17 marzo 1999 nella diocesi di Ndola (Zambia) fu istruita l’Inchiesta Diocesana su un presunto miracolo, avvenuto per intercessione di don Fusco, nella notte tra il 2 e il 3 febbraio 1998: un bambino guarì da "malaria cerebrale infantile, con coma prolungato e stato di male epilettico, con polmonite e setticemia; con grave parassitemia malarica ematica, persistente nonostante le terapie mediche". Il caso di guarigione fu preso in esame e vagliato, in primis dalla Consulta medica, in secundis da un gruppo di teologi ed in tertiis dalla Sessione Ordinaria dei cardinali e dei vescovi. L’esame del caso ottenne esito positivo da tutte e tre le parti vaglianti: il 20 ottobre 1999 dalla Consulta Medica, il 3 marzo 2000 dai Consultori teologi e l’11 aprile dello stesso anno dalla Sessione Ordinaria dei Padri cardinali e vescovi.
Il 1º luglio 2000 papa Giovanni Paolo II concesse che venisse promulgato il Decreto sul miracolo.
La beatificazione di don Fusco venne officiata da papa Giovanni Paolo II in piazza San Pietro il 7 ottobre 2001 durante una solenne celebrazione eucaristica.

### Il processo di canonizzazione
La Postulazione della causa presentò alla Congregazione delle cause dei santi gli atti inerenti l’Inchiesta Diocesana istruita a Roma dal 9 dicembre 2013 al 16 dicembre 2014, sulla presunta guarigione miracolosa avvenuta il 25 ottobre 2009, di una suora battistina, da "emorragia sub-aracnoidea con inondazione tetraventricolare e idrocefalo, secondaria e rottura di aneurismi dell’arteria comunicante posteriore".
Il 25 febbraio 2016 il caso venne sottoposto all’esame della Consulta Medica del Dicastero e in sede di discussione i periti riconobbero l’inspiegabilità scientifica della guarigione. Il Congresso Peculiare dei Consultori teologi, svoltosi il 22 marzo 2016, espresse all’unanimità parere positivo. Nella Sessione Ordinaria del 19 aprile 2016 i Padri cardinali e vescovi ritennero l’evento un miracolo attribuito all'intercessione del beato Alfonso Maria Fusco.
Papa Francesco, visto il parere positivo delle tre parti esaminanti il caso e dopo aver consultato il prefetto della Congregazione delle cause dei santi, autorizzò la suddetta Congregazione a promulgare il Decreto sul miracolo.
Il beato Alfonso Maria Fusco fu canonizzato il 16 ottobre 2016 da papa Francesco in piazza San Pietro.

### Il culto
La memoria liturgica è stata fissata al 6 febbraio, giorno della sua morte.

## Opere
- Cenni storici della Piccola Casa della Provvidenza, Tipografia Battistina Vescovile Angri (Sa), 1898.

## Dediche
- L'istituto educativo di Angri da lui fondato, prese il suo nome dopo la sua morte. Oggi continua ad essere un istituto paritario dell'infanzia e secondaria di primo grado, gestita dalla congregazione delle suore di San Giovanni Battista da lui fondate.
- Gli è stata dedicata una strada ad Angri. Essa si chiama via Canonico Fusco e si trova nei pressi della sua ex dimora e casa natia.
- Gli è stata dedicata con il suo nome una scuola statale secondaria di primo grado ad Angri.
- Gli è stata dedicata con il suo nome una scuola statale secondaria di primo grado a Roma.
- Nel 2001 gli è stata dedicata una lapide in pietra nel castello Doria di Angri.
- Nel 2001 gli è stata dedicata una statua nella città di Angri, sua città natale, in piazza Annunziata, che ha sostituito la fontana situata al centro. La statua raffigura il santo mentre insegna la Bibbia a dei bambini.[10]

### Libri
- L.D’Antuoni, Cenni storici della Piccola Casa della Provvidenza delle Battistine del Nazzareno in Angri, Valle di Pompei (NA), 1885.
- A.Ricciardi, Il canonico D.Alfonso M. Fusco, Roma (RM), 1951.
- I. Giordani, Don Fusco e la sua opera, Roma (RM), 1953.
- G. V. Gremigni, Il Servo di Dio Can. Maria Fusco, Roma (RM), 1953.
- Casa Generalizia, Parate via Domini (1878-1958)-La Congregazione delle Suore di San Giovanni Battista nel suo Ottantesimo di fondazione, Roma (RM), 1958.
- S. C. Lorit, Cinque lire e una stamberga, Roma (RM), 1963.
- S. Garofano, Operaio di Dio, Ed. Vaticana, Città del Vaticano (RM), 1978.
- B.Mangino, Breve storia della congregazione delle Suore di San Giovanni Battista, con cenni biografici sui fondatori, Pagani ed, Sant’Alfonso,1993.
- Eliodoro Tedesco, Profilo biografico del Ven. Don Alfonso M. Fusco, fondatore delle suore di San Giovanni Battista, Angri (SA), 1994.
- M. C: Sansolini, Alfonso Maria Fusco, testimone delle beatitudini, Roma (RM), 1996.
- Don Mario Vassalluzzo, Provvidenza provvedi, Nocera Inferiore (SA), 2001.
- Margherita Maria Lecce, Un giovane, un sogno, un progetto, Barcellona (B), 2001.
- Eliodoro Tedesco, Itinerario storico, Angri (SA), 2001.
- Suor Lina Pantano, ...e gli uccellini scelsero come nido la sua mano- La vita di don Alfonso M. Fusco raccontata ai bambini, illustrato da Amalia Visciano e Libera Nappi, prima edizione, Cosenza (CS), maggio 2016, ISBN 978-88-8276-479-1.
- Antonio Ricciardi, Da Angri al mondo: il sorriso di Dio- Alfonso Maria Fusco (1839-1910), a cura di suor Lina Pantano, seconda edizione, Cosenza (CS), giugno 2016, ISBN 978-88-8276-482-1.
- Suor Edna Maria De Medeiros, Madre Maddalena Caputo, Sant'Alfonso Maria Fusco e il Can. Luigi D'Antuono. Un triangolo di perfetta santità, a cura di Iolanda Iovane, Madre Artemisia Cirillo, Suora Artemisia Mennella, Suora Lucilla Ballasso e Giancarlo Forino, illustrazioni di Pasquale Pannone, Angri (SA), Cooperativa Centro Iniziative Culturali, 20 ottobre 2023, ISBN 8894676951. URL consultato il 4 aprile 2025.

### Fumetti
- Lina Pantano e Luigi Giordano, Alfonso Maria Fusco il nostro santo, editoriale progetto 2000, Cosenza (CS), luglio 2018, ISBN 978-88-8276-524-8.

### Opere teatrali
- Vincenzo Giordano, Vorrei che pure la mia ombra... il beato Alfonso Maria Fusco, a cura di Cooperativa Centro Iniziative Culturali, Angri (SA), 2001.